# Centrum voor Topsport en Onderwijs
Een Centrum voor Topsport en Onderwijs (CTO) is een locatie waar topsporters kunnen trainen, studeren en wonen. Het
NOC*NSF en het ministerie van Volksgezondheid, Welzijn en Sport (VWS) hebben het CTO-programma opgesteld met als doel dat Nederland tot de top tien sportlanden behoort. Ook behoort het verbeteren van de nationale vrouwencompetitie tot de doelstelling.
De volgende vier plaatsen zijn aangewezen als CTO:
- Amsterdam, Olympisch Stadion;
- Eindhoven[4];
- Arnhem, Nationaal Sportcentrum Papendal[5];
- Heerenveen, Sportstad Heerenveen.